# أوكان أردوغان
أوكان أردوغان (بالألمانية: Okan Erdoğan)‏ هو لاعب كرة قدم ألماني في مركز قلب الدفاع، ولد في 29 سبتمبر 1998 في ألمانيا. لعب مع نادي بروسيا مونستر.

## وصلات خارجية
- أوكان أردوغان على موقع اتحاد تركيا (لاعب) (الإنجليزية)
- أوكان أردوغان على موقع قاعدة بيانات كرة القدم.إي يو (الإنجليزية)
- أوكان أردوغان على موقع Soccerway.com (الإنجليزية)
- أوكان أردوغان على موقع عالم كرة القدم.نت (الإنجليزية)